# Welcome Pass
Welcome Pass är ett bergspass i Antarktis. Det ligger i Västantarktis. Argentina och Storbritannien gör anspråk på området. Welcome Pass ligger 785 meter över havet.
Terrängen runt Welcome Pass är huvudsakligen kuperad, men österut är den bergig. Trakten är obefolkad. Det finns inga samhällen i närheten.